# Olho d'Água das Cunhãs
Olho d'Água das Cunhãs is een gemeente in de Braziliaanse deelstaat Maranhão. De gemeente telt 17.923 inwoners (schatting 2009).